# Biserica Udricani

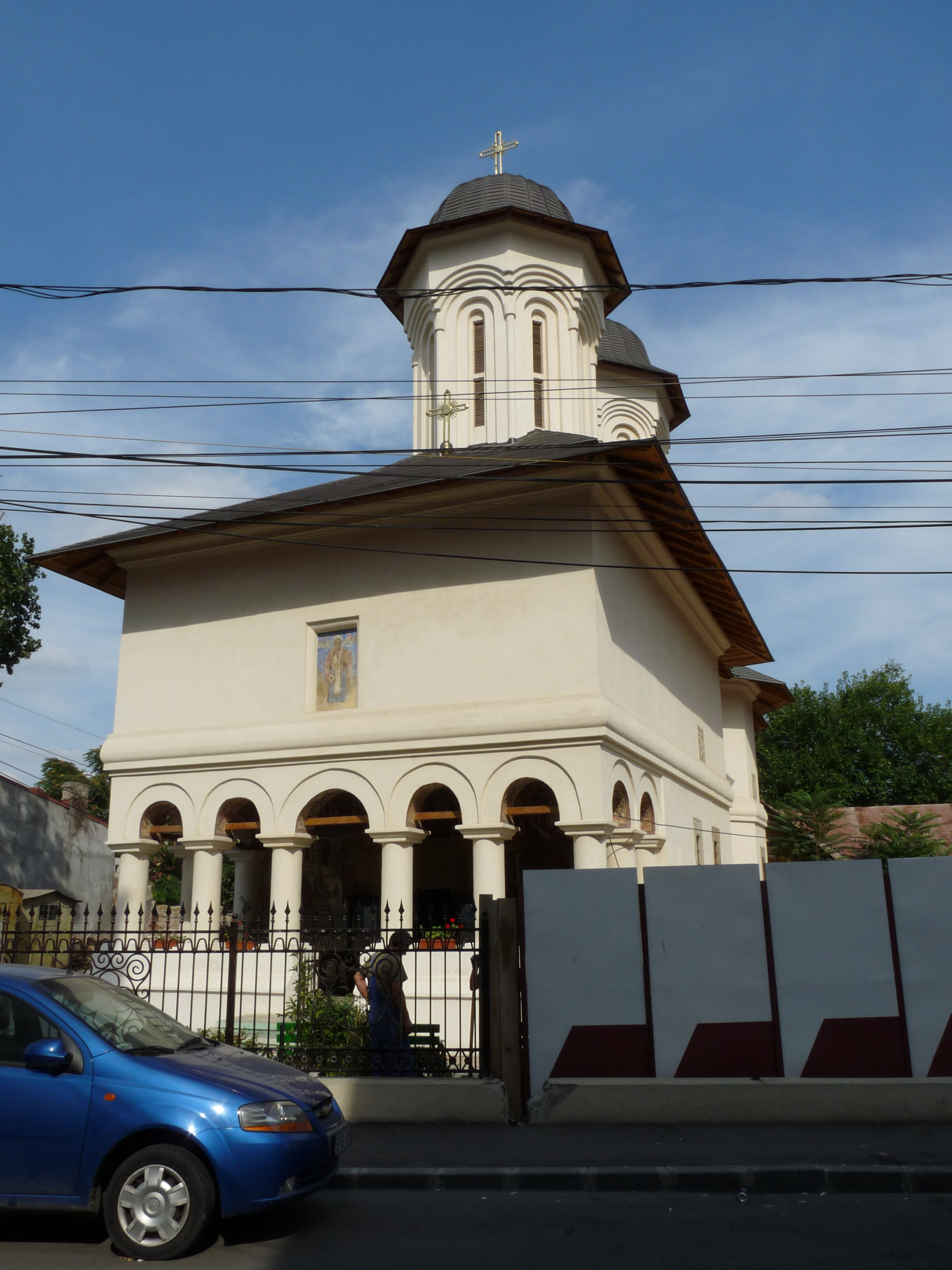
Biserica Udricani

Biserica Udricani (Udricanikerk) is een van de oudste kerken van Boekarest, de hoofdstad van Roemenië. Deze kerk werd gebouwd in 1735. In het begin van de 18e eeuw hingen de volgende instituten van deze kerk af: een verpleeghuis, de Roemeense school en de school voor kalligrafie. De twee scholen bestonden tot 1877, toen er een instituut voor liefdadigheid, genaamd "Protopop Teodor Iconomu", werd gebouwd. In deze scholen hebben Ienăchiță Văcărescu, Anton Pann, Paris Mumuleanu, Petre Ispirescu en anderen onderwijs gevolgd.
Begin 2005 gaf de Roemeense regering het opdracht om de kerk en vestiging te renoveren. Door archeologen werden er 25 kruisen uit 1802-1816 en andere oude voorwerpen gevonden.
Biserica Udricani ligt in Sector 3, in het oosten van Boekarest.